# Garfield (hrabstwo Polk)
Garfield – miasto w Stanach Zjednoczonych, w stanie Wisconsin, w hrabstwie Polk.